# JEWELS 5th RING
JEWELS 5th RING（ジュエルス・フィフス・リング）は、日本の女子総合格闘技団体「JEWELS」の大会の一つ。2009年9月13日、東京都新宿区歌舞伎町の新宿FACEで開催された。

## 大会概要
「ROUGH STONE GP 2009」が-48kg級、-54kg級、-60kg級の3階級で開幕。
-48kg級に出場予定であったMIYOKOが怪我のため欠場となり、石川菊代は1回戦シード扱いとなった。
-60kg級に出場した杉山しずかはアレクサンドラ・サンチェスに判定負けを喫し、6戦目でプロ初黒星となった。

## 試合結果

### オープニングファイト
オープニングファイト第1試合 グラップリングルール -56kg契約 4分1R
○  辻山正美 vs.  美希PLANET ×
1R終了 時間切れ

### 本戦カード
第0試合 グラップリングルール -56kg契約 4分1R
○  浜崎朱加 vs.  志田光 ×
1R 0:38 アームロック
第1試合 JEWELS公式ルール -52kg契約 5分2R
○  石川菊代 vs.  ASAKO ×
1R 1:18 スリーパーホールド
第2試合 ROUGH STONE GP 2009 -48kg級 1回戦 5分2R
○  小寺麻美 vs.  深岬パトラ ×
2R 1:56 腕ひしぎ三角固め
※小寺がグランプリ決勝進出。
第3試合 ROUGH STONE GP 2009 -54kg級 1回戦 5分2R
○  鹿児島陽子 vs.  アミバ ×
2R終了 判定3-0
※鹿児島がグランプリ決勝進出。
第4試合 ROUGH STONE GP 2009 -54kg級 1回戦 5分2R
○  長野美香 vs.  富田里奈 ×
1R 2:25 TS（腕ひしぎ十字固め）
※長野がグランプリ決勝進出。
第5試合 ROUGH STONE GP 2009 -60kg級 1回戦 5分2R
○  森居知子 vs.  及川千尋 ×
1R 4:13 腕ひしぎ十字固め
※森居がグランプリ決勝進出。
第6試合 ROUGH STONE GP 2009 -60kg級 1回戦 5分2R
○  アレクサンドラ・サンチェス vs.  杉山しずか ×
2R終了 判定3-0
※サンチェスがグランプリ決勝進出。
第7試合 セミファイナル JEWELS公式ルール 無差別契約 5分2R
○  藪下めぐみ vs.  江本敦子 ×
1R 2:43 腕ひしぎ十字固め
第8試合 メインイベント JEWELS公式ルール -49kg契約 5分2R
○  ハム・ソヒ vs.  瀧本美咲 ×
2R終了 判定3-0（※体重超過でハムに減点1）